# Una famiglia marziana

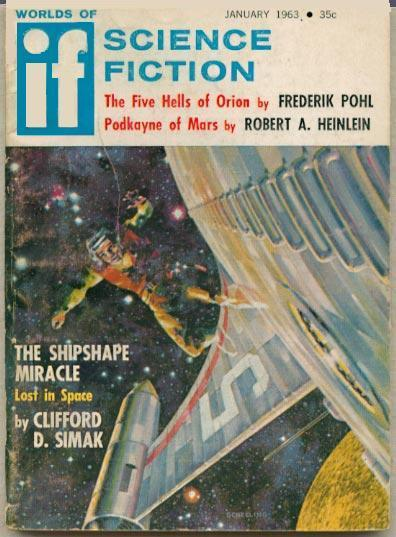
Copertina del numero di gennaio 1963 della rivista if dove fu pubblicata la seconda puntata dell'edizione originale.

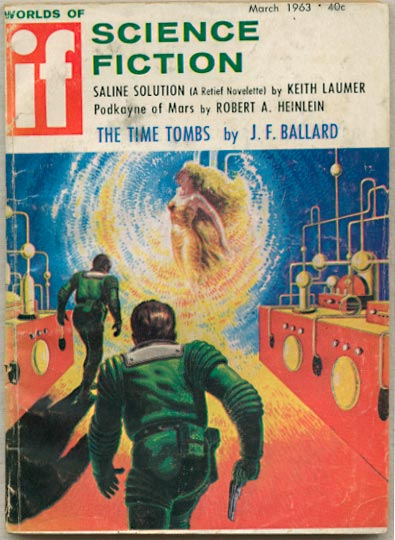
Copertina del numero di marzo 1963 della rivista if dove fu pubblicata la terza (e ultima) puntata dell'edizione originale.

Una famiglia marziana  (Podkayne of Mars) è un romanzo di fantascienza del 1962 dello scrittore statunitense Robert A. Heinlein.
Questo romanzo, insieme a Fanteria dello spazio, segna l'allontanamento di Heinlein dal suo vecchio, familiare territorio della fantascienza per ragazzi e per questa ragione entrambi i romanzi hanno sollevato serie obiezioni da parte della casa editrice, che si aspettava di commercializzarli su quel particolare mercato.

## Storia editoriale
Il romanzo fu pubblicato per la prima volta a puntate nei numeri di novembre 1962 e gennaio e marzo 1963 della rivista Worlds of If, e in volume nel febbraio 1963, dalla Putnam's Sons negli Stati Uniti e dalla Longmans in Canada.
La traduzione italiana di Hilia Brinis è stata pubblicata dalla Mondadori per la prima volta nel 1963 nel numero 323 della collana Urania, poi di nuovo nel 1975 nel volume Millemondi estate 1975 n. 7 della collana Urania Millemondi e nel 1984 nel volume n. 82 della collana Urania Classici; sempre la Mondadori nel 1988 ha pubblicato una nuova traduzione di Francesca Lazzarato col titolo Podkayne ragazza di Marte.

## Trama
Il racconto è narrato in prima persona dalla protagonista: una ragazza adolescente di nome Podkayne "Poddy" Fries che lascia la sua casa su Marte e parte con una nave spaziale per visitare la Terra, insieme al suo geniale ma asociale fratello minore Clark e al loro zio.

### Due versioni del finale
Il finale originale di Heinlein, nel quale Podkayne viene uccisa, non piacque al suo editore che chiese e ottenne una riscrittura nonostante le aspre obiezioni dell'autore che, 
in una lettera al suo agente letterario Lurton Blassingame, lamenta che sarebbe stato come "rivedere Romeo e Giulietta per lasciare che i giovani innamorati vivano felici e contenti".
Inoltre secondo Heinlein la modifica del finale "non è la vita reale, perché nella vita reale, non tutto finisce felicemente".
Nel finale originale, dopo essere sfuggita ai rapitori ad una distanza di sicurezza, Podkayne si ricorda che una piccola "fata" venusiana semi-intelligente è stata lasciato indietro e torna a salvarla, quando la bomba che Clark ha lasciato per i rapitori esplode, Podkayne resta uccisa mentre protegge la piccola "fata" con il suo corpo. 
Nell'ultimo capitolo Clark diventa il narratore della storia che si conclude con un pizzico di speranza per lui, poiché egli ammette la sua responsabilità per ciò che è successo a Podkayne, poi mostra un po' di umanità rammaricandosi per la sua incapacità di piangere e decide di allevare egli stesso la "fata".
Nella versione riveduta, Podkayne è gravemente ferita dalla bomba, ma non mortalmente. 
Lo zio Tom, in una conversazione telefonica con il padre di Podkayne, accusa i genitori - in particolare la madre - di trascurare l'educazione dei figli, 
zio Tom sente che Clark è pericoloso e disadattato e incolpa di questo la madre che dà priorità alla sua carriera.
Anche in questa versione Clark diventa il narratore, si rammarica che Podkayne sia rimasta ferita e decide di prendersi cura della "fata" per assecondare quella che sa essere la volontà di Podkayne. 
Questo finale è apparso nel libro pubblicato nel 1963.
L'edizione Baen del 1993 comprendeva entrambe le versioni (che differiscono solo nell'ultima pagina) e indiceva un concorso "scegli il finale" nel quale il lettore era invitato a presentare un saggio sul finale preferito. 
L'edizione del 1995 comprendeva entrambi i finali, una postfazione alla storia dello stesso Jim Baen e venticinque dei saggi scritti dai lettori. 
I lettori hanno scelto il finale in cui Podkayne muore, tra le motivazioni: Heinlein doveva poter creare liberamente la storia e il finale modificato trasforma una tragedia in una avventura non molto ben costruita. 
Questo finale è apparso in tutte le edizioni successive.
Entrambe le traduzioni italiane sono a lieto fine.